# The Bride Wore Boots
The Bride Wore Boots (br: Duelo Romântico) é um filme de comédia romântica estadunidense de 1946, dirigido por Irving Pichel. É protagonizado por Barbara Stanwyck e Robert Cummings.  Este filme marca o segundo papel de Natalie Wood no cinema.

## Elenco
- Barbara Stanwyck como Sally Warren
- Robert Cummings como Jeff Warren
- Diana Lynn como Mary Lou Medford
- Patric Knowles como Lance Gale
- Robert Benchley como Uncle Tod
- Natalie Wood como Carol Warren